# Anne de Chardonnet
Anne de Chardonnet, nacida en 1869 en Lyon y fallecida en 1926, fue una escultora francesa.

## Datos biográficos
Nacida en 1869 en Lyon en el departamento de Rhône, era hija del conde Hilaire de Chardonnet (inventor de la seda artificial e importante industrial del textil de Besançon) y de Marie-Antoine Camille de Ruoltz-Montchall. 
Fue alumna de los escultore Mathurin Moreau y Jules Franceschi y expuso en el Salón de París, de 1911 a 1926, varios grupos escultóricos, estatuas y bustos.
Se casó con el vizconde de Pardieu y se convirtió en la vizcondesa de Pardieu.

## Obras
Entre las obras mejores y más conocidas suyas destacan:
- Serenidad (en francés: Sérénade), escultura alegórica;
- Luis XVII en la prisión del Temple (del francés: Louis XVII à la prison du Temple);
- La Valkiria dormida (del francés: La Walkyrie endormie);
- Busto de su padre, el conde de Chardonay (del francés: Comte de Chardonnay);
- Memorial al conde de Chardonnet, en Besançon;

Obras de Anne de Chardonnet
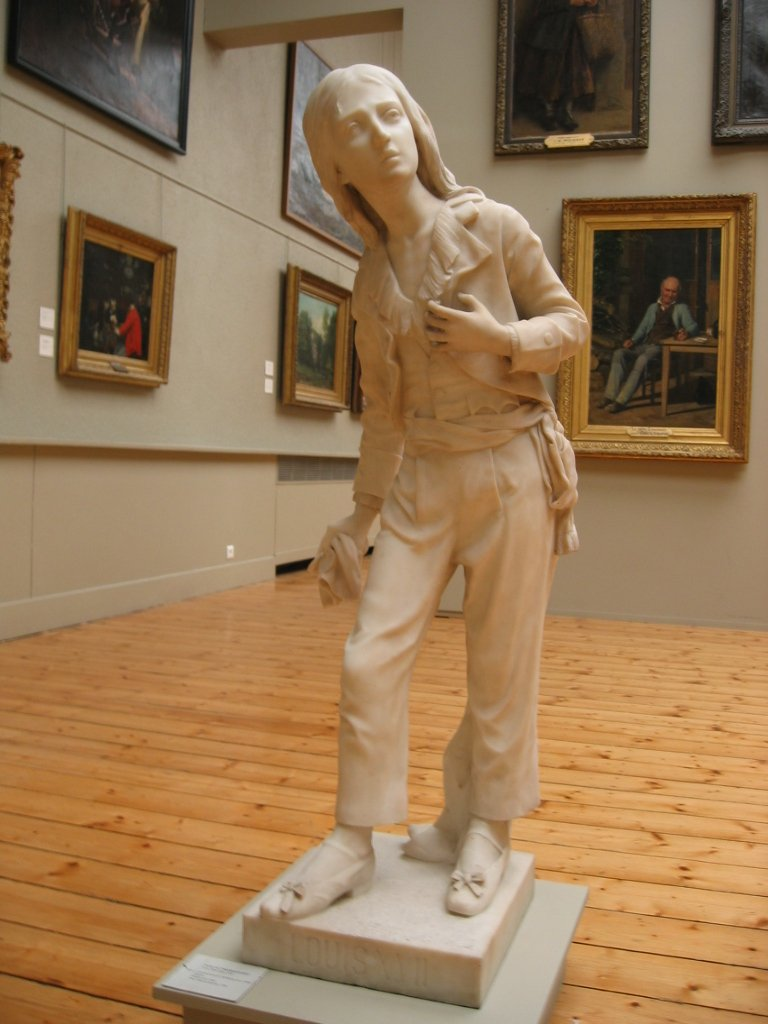
Luis XVII en la prisión del Temple esculpida por Anne de Chardonnet de 1793 - Museo de Bellas Artes y Arqueología de Besançon
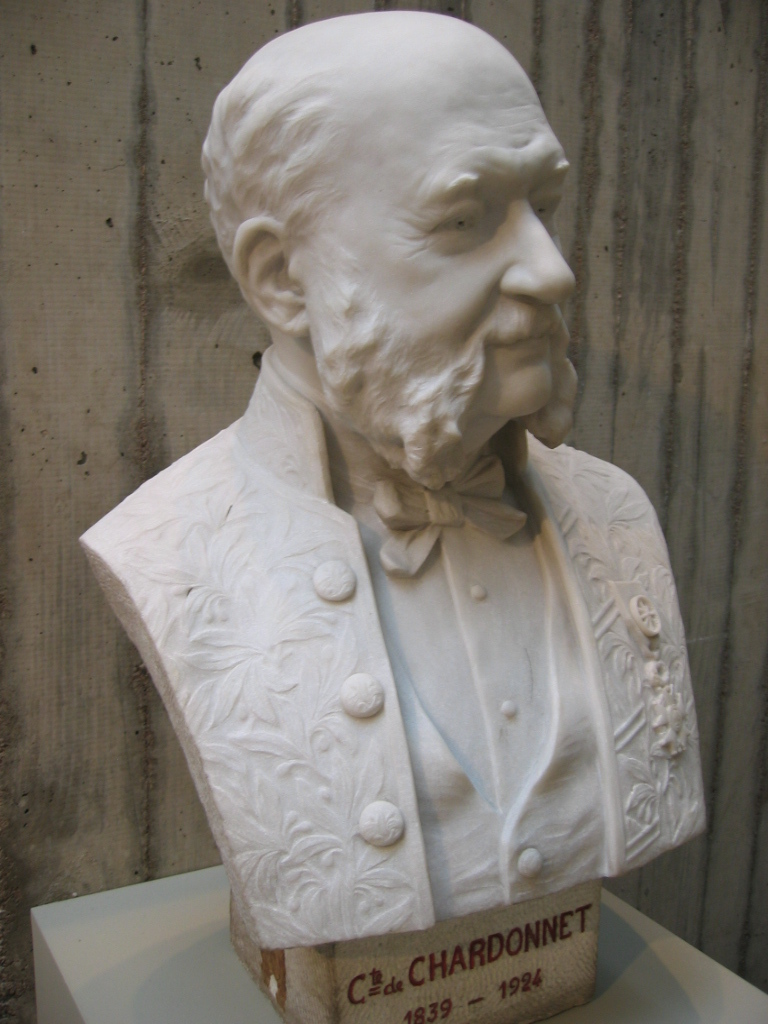
Busto de su padre, el conde de Chardonay (del francés: Comte de Chardonnay)